# Tire-tique

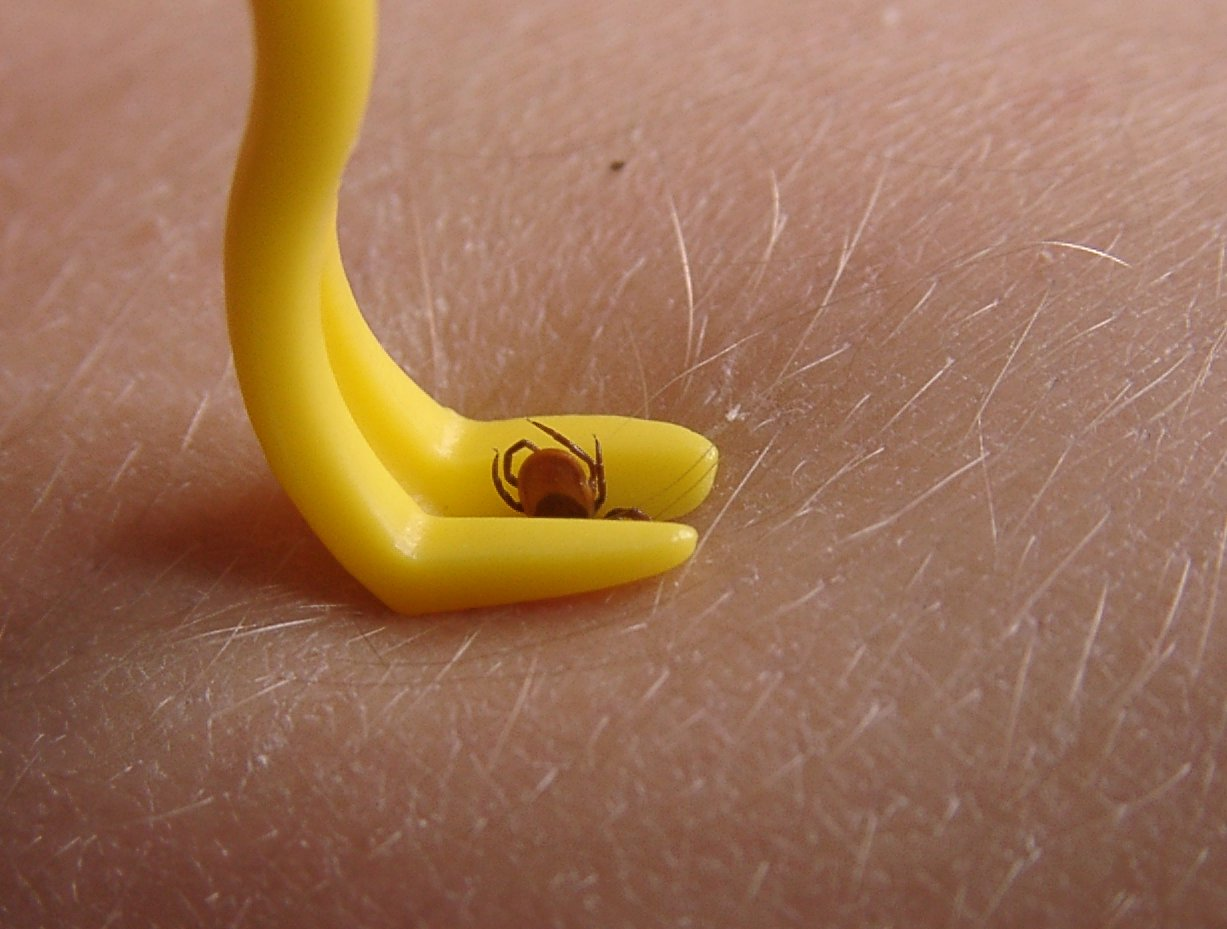
Tire-tique.

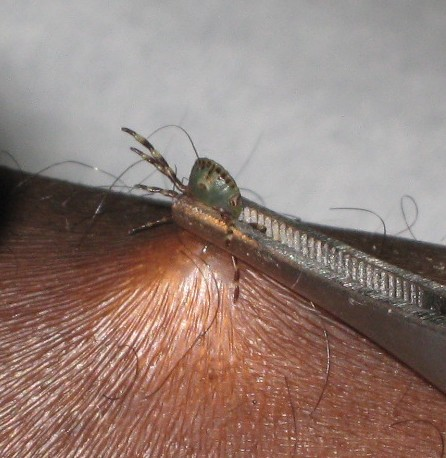
Retrait d'une tique à la pince à épiler.

Un tire-tique, ou crochet à tiques, imaginé au milieu des années 1990 par le vétérinaire Denis Heitz, est un petit outil qui permet de retirer l'intégralité d'une tique fixée sur un hôte, par un positionnement glissant serré sous la tête de l'animal, puis par un mouvement de rotation. Le tire-tique permet cette technique mécanique rapide d'extraction qui est la plus efficace, afin que la tique, et surtout sa tête et son rostre, ne régurgite pas ses toxines dans le corps de l'hôte.
L'outil est en forme de pied-de-biche et permet de saisir une tique pour la détacher par rotation dans n'importe quel sens (trois tours maximum, souvent un tour ou moins) avec très légère traction perpendiculaire à la peau pour éviter d'arracher la tête de la tique. Il ne faut pas désinfecter avant le retrait, car cela peut entraîner une régurgitation de la tique, mais il faut le faire après.
La tique peut également être retirée à l'aide d'une petite pince à épiler, en utilisant la même méthode et en respectant les mêmes précautions. La manipulation est toutefois moins aisée qu'avec l'outil adapté.
Il ne faut pas l'extraire après traitement par l’éther, l’alcool ou tout autre liquide car cela peut entraîner une régurgitation de la tique dans le corps de l'hôte, et entraîner la transmission des agents responsables des borrélioses et notamment en Europe de la maladie de Lyme.
Les tire-tiques sont généralement en matière plastique et peu coûteux. Ils sont souvent vendus en deux tailles pour que le retrait de la tique soit mieux adapté à sa grosseur. On les trouve notamment en pharmacie.